# Matteo Dell'Acqua
Matteo Niccolò Dell'Acqua (Cuggiono, 13 giugno 1991) è un rugbista a 15 italiano, attivo nel ruolo di seconda linea del Reggio Emilia in TOP10 ed internazionale per il Brasile.

## Biografia
Dell'Acqua nasce a Cuggiono, nella città metropolitana di Milano, da padre italiano e madre brasiliana. Cresce rugbisticamente nel Rugby Lainate, vestendo successivamente le maglie di Rugby Milano e Grande Milano, prima di esordire in massima divisione nella stagione 2012-13 con i Crociati. Nell'estate 2013, complici le difficoltà economiche del club di Parma, approda al Reggio Emilia, dove conquista la Coppa Italia 2018-19.

### Carriera internazionale
Membro dell'Accademia FIR “Ivan Francescato”, ha vestito la maglia azzurra nelle nazionali giovanili Under-18, Under-19 e Under-20, disputando un Sei Nazioni di categoria. All'età di 27 anni, in virtù del suo doppio passaporto, viene selezionato dalla nazionale brasiliana, esordendo il 10 novembre 2019 allo stadio Morumbi di San Paolo, nel test match contro i Māori All Blacks.

## Palmarès
- Coppe Italia: 1
Valorugby Emilia: 2018-19